# Fabrício Werdum
Fabrício Werdum, né le 30 juillet 1977 à Porto Alegre, est un pratiquant brésilien d'arts martiaux mixtes (MMA). Il évolue actuellement au Gamebred Fighting Championship. Il fut champion de la division des poids lourds de l'Ultimate Fighting Championship entre 2015 et 2016.

## Biographie
Il fait ses débuts au jiu-jitsu brésilien en 1998 après avoir terminé inconscient un combat à la suite d'un défi contre l'ex-petit ami de sa copine de l'époque, lui-même pratiquant cet art martial. Convaincu de l'efficacité de cette discipline, il commence à s'entraîner au sein l'académie « Winner » de Marcio Corleta qui fut formé par la Behring Jiu-jitsu, cette dernière étant la source de plusieurs autres écoles de jiu-jitsu implantées dans le monde. Né d'une mère espagnole, il la rejoint un an plus tard et s'installe à Madrid où il enseigne rapidement le jiu-jitsu brésilien dans plusieurs écoles en Espagne.
De retour au Brésil, il est promu au grade de ceinture noire par Sylvio Behring.
Aujourd'hui, membre de la Chute Boxe et professeur de sa propre académie, ceinture noire de jiu-jitsu brésilien et de judo, il a participé aux prestigieux Championnats du monde de jiu-jitsu brésilien et aux compétitions de grappling de l'Abu Dhabi Combat Club (ADCC), dans les catégories poids lourds et « absolute », où il a obtenu plusieurs titres qui lui ont permis de se faire une place dans le monde du jiu-jitsu brésilien.
En arts martiaux mixtes, il est réputé pour ses qualités en grappling et pour son évolution continue, puis progressivement, pour sa polyvalence. Il est l'un des poids lourds (1,93 m, 107 kg) qui maîtrisent au mieux les techniques au sol ce qui en fait un combattant particulièrement dangereux. Il n'a de ce fait jamais perdu par soumission. Au fur et à mesure de sa carrière, Werdum a progressivement amélioré ses qualités en « stand up », notamment en muay thaï, ce qui en fait aujourd'hui l'un des combattants les plus complets du circuit.
Le 26 juin 2010, il crée le surprise en mettant fin à l'incroyable série de Fedor Emelianenko (neuf ans d'invincibilité en 28 combats), le soumettant dès le premier round. À la suite de cette victoire, Werdum est considéré comme le numéro 4 mondial des poids lourds par le site Sherdog. Après une défaite controversée face à Alistair Overeem, son ascension continue et le mène à la consécration ultime, le titre des poids lourds de l'UFC remporté en juin 2015.

## Parcours en arts martiaux mixtes
Il signe ses premiers contrats en MMA dans des organisations mineure, comme le Jungle Fight, le World Absolute Fight et le Millenium Brawl, et enregistre un palmarès de 4-0-1, ayant notamment vaincu Gabriel Gonzaga.
Il est aussi à cette époque, l'entraîneur en jiu-jitsu brésilien de Mirko Filipović. Il décide ensuite de se consacrer a sa propre carrière.

### Pride Fighting Championships
En 2005, Werdum commence une carrière au sein de l'organisation japonaise Pride Fighting Championships face à Tom Erikson qu'il bat par soumission. Il affronte ensuite l'élite de la fédération, battant Roman Zentsov, Alistair Overeem et Aleksander Emelianenko par soumission, ayant à chaque fois l'avantage au combat au sol. Il concède cependant deux défaites contre Sergueï Kharitonov et Antônio Rodrigo Nogueira, par décision.

### Ultimate Fighting Championship
Après la dissolution du Pride, il signe un contrat à l'UFC et commence sa carrière en Amérique le 21 avril 2007 lors de l'UFC 70, événement où il s'incline par décision face à Andrei Arlovski. Il commence ensuite à s'entraîner avec la Chute Boxe au Brésil, améliorant son agressivité et son muay thaï.
Le 19 juin 2008, il rencontre encore une fois Gabriel Gonzaga lors de l'UFC 80 et bat ce dernier par TKO grâce à ses coups de genoux et son ground-and-pound décisif au premier round.
Il combat ensuite à l'UFC 85 face à Brandon Vera et finit ce combat de la même manière que le précédent. Il est alors considéré comme l'un des favoris pour récupérer la ceinture des poids lourd et semble tout proche d'obtenir sa chance face au champion. Mais lors de l'UFC 90 et à la surprise générale, il perd face à Junior dos Santos qui, dès le premier round, le déconnecte d'un puissant uppercut. Werdum s'écroule et subit le premier K.O de sa carrière. Il a alors un palmarès de 2-2 au sein de l'organisation américaine qui met fin à son contrat.

### Strikeforce
Werdum signe alors un nouveau contrat avec le Strikeforce, une autre organisation américaine de MMA. Il y fait ses débuts le 15 août 2009 où il affronte Mike Kyle et le soumet par guillotine au premier round. Il continue sur sa lancée et gagne par décision face à Antonio Silva lors du Strikeforce: Fedor vs. Rogers
Le 26 juin 2010, il affronte Fedor Emelianenko (alors numéro 1 mondial), combat où il n'est pas donné favori par plusieurs spécialistes. Après avoir reçu plusieurs crochets du gauche dès l'entame du combat, Werdum tombe au sol. Le Russe se jette rapidement sur lui pour travailler en ground and pound, laissant alors trainer un de ses bras dans la garde de Werdum. Ce dernier, qui est un des meilleurs pratiquant de Jiu-jitsu brésilien au monde, place une clé de bras en triangle, et soumet Emelianenko, ce qui met fin à l'incroyable série du russe (28 combats consécutif sans défaites, 9 ans d'invincibilité au plus haut niveau).
Il participe ensuite au tournoi des poids lourds organisé par l'organisation. Il perd au premier tour par décision unanime face au champion de la catégorie, Alistair Overeem dans un combat revanche qui laissera le public sur sa faim. En effet, les deux combattants ont deux styles opposés. Alors que Werdum est un expert au sol, l'hollandais est ce qu'on appelle un striker, un combattant "pied-poing". Werdum passera le plus gros du combat sur le dos en suppliant son adversaire de le rejoindre. Overeem quant à lui refusera la manœuvre alors que les minutes s'écoulent.

### Retour à l'UFC

#### Série de victoires consécutives
Après le rachat du Strikeforce par Zuffa, société mère de l'UFC, Fabrício Werdum est réintégré dans les effectifs de l'organisation.
Si le nom de Brendan Schaub avait été évoqué,
c'est face à Roy Nelson qu'il fait son retour, lors de l'UFC 143 du 4 février 2012.
Il domine les échanges debout utilisant notamment ses genoux pour remporter la victoire par décision unanime.
Ce match obtient le bonus du combat de la soirée.
Puis il rencontre Mike Russow lors de l'UFC 147, le 24 juin 2012 au Brésil.
Il s'impose rapidement par TKO dans le 1er round en envoyant à genou son adversaire avec un uppercut. Werdum assène ensuite plusieurs coups de poing depuis le dos de Russow avant que l'arbitre n'intervienne pour interrompre le combat et le déclarer vainqueur.
Antônio Rodrigo Nogueira et Fabrício Werdum sont tous deux nommés entraîneurs de la deuxième saison de l'émission The Ultimate Fighter: Brazil consacrée aux combattants brésiliens. Comme le veut le programme, les deux combattants se font face à la fin et la rencontre est alors prévue en vedette de l'UFC on Fuel TV 10, le 8 juin 2013.
Les deux hommes, reconnus pour leurs compétences en jiu-jitsu brésilien, s'étaient déjà affrontés au Pride FC en 2006 et Nogueira avait remporté ce match par décision.
Cette fois-ci, c'est Werdum qui s'impose par clé de bras dans le second round.
À la suite de ce résultat, il se voit désigné comme le prochain prétendant au titre de Cain Velasquez.
D'abord pressenti pour l'UFC 172 à Mexico en avril 2014,
le combat est annulé début décembre à la suite d'une intervention chirurgicale du champion.
Werdum estime cette inactivité trop longue et préfère affronter Travis Browne.
Les deux hommes se rencontrent alors en tête d'affiche de l'UFC on Fox 11 le 19 avril 2014.
Malgré le statut de favori des bookmakers de son adversaire,
Werdum parvient à dominer tous les aspects du combat durant cinq rounds et ainsi remporter la victoire par décision unanime.

#### Conquête du titre des poids lourds de l'UFC
Quelques jours après ce nouveau succès, le champion Velasquez et Werdum sont nommés entraîneurs de la première saison de la série The Ultimate Fighter dédiée aux combattants mexicains et latino-américains. Il est alors prévu que les deux hommes s'affronter le 15 novembre 2014 en vedette de l'UFC 180.
Mais, trois semaines avant le combat, Velasquez annonce être blessé et est alors remplacé par Mark Hunt dans un combat qui doit couronner un champion intérimaire des poids lourds de l'UFC.
Hunt réussit par deux fois à envoyer le Brésilien sur son séant avec un coup de poing du droit et se montre plus convaincant que son adversaire debout. Mais dans la seconde reprise, Werdum envoie un coup de genou sauté qui fait tomber Hunt sur le dos avant d'enchainer par quelques coups de poing sur ce dernier au sol et remporter la victoire par TKO.
Il devient alors le nouveau champion intérimaire et décroche par la même un bonus de performance de la soirée.
L'unification des titres est alors prévue pour l'UFC 188 du 13 juin 2015 à Mexico.
Après un premier round équilibré, Velasquez montre d'inhabituels signes de fatigue. Werdum en profite et touche à de nombreuses occasions son adversaire dans la seconde reprise. Dans la troisième période, à bout de force, Velasquez tente une projection au sol qui permet au brésilien de verrouiller un étranglement en guillotine et ainsi remporter la victoire.
Fabrício Werdum devient alors le deuxième homme à battre Cain Velasquez et par conséquent le champion incontesté des poids lourds de l'UFC.
Il remporte également un bonus de performance de la soirée.
Le nouveau champion propose alors un combat revanche immédiat à son adversaire, estimant que sa longue absence de vingt mois et un retour à Mexico aient pu affecter l'Américain.
Ce nouvel affrontement entre les deux hommes est d'ailleurs confirmé dès le mois d'août
et fixé en fin d'année pour l'UFC 196 du 6 février 2016 à Las Vegas.

#### Perte du titre de champion
Velasquez se voit cependant contraint de déclarer forfait à la suite d'une nouvelle blessure, cette fois-ci au nerf sciatique, moins de deux semaines avant l'échéance. Il est alors remplacé par Stipe Miocic,
avant que le match ne soit annulé dès le lendemain lorsque Werdum annonce à son tour être blessé,
puis finalement à nouveau confirmé pour l'UFC 198 du 14 mai 2016 au Brésil.
Werdum s'incline par KO dès le premier round à la suite d'un puissant crochet placé en contre et perd ainsi le titre de champion des poids lourds de l'UFC.

## Académie
Werdum a créé son académie, la Werdum Combat Team à Venice (Californie), tout en continuant à s'entraîner à la Chute Boxe. Il est secondé par Lucas Pires qui est une ceinture noire de Jiu-jitsu brésilien.

## Palmarès en jiu-jitsu brésilien
| Compétition           | Année | Résultat | Catégories                |
| --------------------- | ----- | -------- | ------------------------- |
| Championnat du monde  | 2000  | 1er      | Absolute (Blue Belt)      |
| Championnat du monde  | 2000  | 1er      | Super Pesado (Blue Belt)  |
| Championnat du monde  | 2001  | 2e       | Absolute (Purple Belt)    |
| Championnat du monde  | 2002  | 3e       | Super-pesado (Brown Belt) |
| Championnat du monde  | 2003  | 1er      | Super-pesado (Black Belt) |
| Championnat du monde  | 2003  | 3e       | Absolute (Black Belt)     |
| Championnat du monde  | 2004  | 1er      | Pesadissimo (Black Belt)  |
| Abu Dhabi Combat Club | 2003  | 3e       | Absolute                  |
| Abu Dhabi Combat Club | 2003  | 2e       | +99 kg                    |
| Abu Dhabi Combat Club | 2005  | 3e       | +99 kg                    |
| Abu Dhabi Combat Club | 2007  | 1er      | +99 kg                    |
| Abu Dhabi Combat Club | 2009  | 1er      | +99 kg                    |
| Jeux Pan Americain    | 2001  | 1er      | Absolute (Purple Belt)    |
| Jeux Pan Americain    | 2001  | 1er      | +99 kg (Purple Belt)      |
| Jeux Pan Americain    | 2002  | 1er      | +99 kg (Brow Belt)        |
| Jeux Pan Americain    | 2003  | 3e       | +99 kg (Black Belt)       |
| Jeux Pan Americain    | 2003  | 2e       | Absolute (Black Belt)     |

## Palmarès en arts martiaux mixtes
| 36 combats     | 24 victoires | 10 défaites |
| Par KO         | 6            | 3           |
| Par soumission | 12           | 0           |
| Sur décision   | 6            | 7           |
| Égalités       | 1            | 1           |
| Sans décision  | 1            | 1           |

### Historique des combats
| Résultat      | Record    | Adversaire               | Méthode                                   | Événement                           | Date              | Round | Temps | Lieu                                  | Notes |
| ------------- | --------- | ------------------------ | ----------------------------------------- | ----------------------------------- | ----------------- | ----- | ----- | ------------------------------------- | --- |
| Sans décision | 24-9-1(1) | Renan Ferreira           | NC                                        | PFL 3                               | 6 mai 2021        | 1     | 2:32  | Atlantic City, New Jersey, États-Unis | Victoire par TKO de Ferreira changé en NC après qu’en visionnant la vidéo, Ferreira a tapé dans l’étranglement en triangle. |
| Victoire      | 24-9-1    | Alexander Gustafsson     | Soumission (clé de bras)                  | UFC Fight Night 174                 | 25 juillet 2020   | 1     | 2:30  | Abu Dhabi, Émirats Arabes Unis        | Performance de la soirée.                                                                                                   |
| Défaite       | 23-9-1    | Alexey Oleinik           | Décision partagée                         | UFC 249: Ferguson vs. Gaethje       | 9 mai 2020        | 3     | 5:00  | Jacksonville, États-Unis              | |
| Défaite       | 23-8-1    | Alexander Volkov         | KO (coup de poing)                        | UFC Fight Night 127: London         | 17 mars 2018      | 4     | 1:38  | Londres, Angleterre                   | |
| Victoire      | 23-7-1    | Marcin Tybura            | Décision unanime                          | UFC Fight Night 121                 | 19 novembre 2017  | 5     | 5:00  | Sydney, Australie                     | |
| Victoire      | 22-7-1    | Walt Harris              | Soumission (clé de bras)                  | UFC 216                             | 7 octobre 2017    | 1     | 1:05  | Las Vegas, Nevada, États-Unis         | |
| Défaite       | 21-7-1    | Alistair Overeem         | Décision majoritaire                      | UFC 213                             | 8 juillet 2017    | 3     | 5:00  | Las Vegas, Nevada, États-Unis         | |
| Victoire      | 21-6-1    | Travis Browne            | Décision unanime                          | UFC 203: Miocic vs. Overeem         | 10 septembre 2016 | 3     | 5:00  | Cleveland, Ohio, États-Unis           | |
| Défaite       | 20-6-1    | Stipe Miocic             | KO (coup de poing)                        | UFC 198: Werdum vs. Miocic          | 14 mai 2016       | 1     | 2:47  | Curitiba, Brésil                      | Perd le titre des poids lourds de l'UFC.                                                                                    |
| Victoire      | 20-5-1    | Cain Velasquez           | Soumission (étranglement en guillotine)   | UFC 188: Velasquez vs. Werdum       | 13 juin 2015      | 3     | 2:13  | Mexico, Mexique                       | Remporte le titre des poids lourds de l'UFC. Performance de la soirée.                                                      |
| Victoire      | 19-5-1    | Mark Hunt                | TKO (coup de genou et coups de poing)     | UFC 180: Werdum vs Hunt             | 15 novembre 2014  | 2     | 2:27  | Mexico, Mexique                       | Remporte le titre intérimaire des poids lourds de l'UFC. Performance de la soirée.                                          |
| Victoire      | 18-5-1    | Travis Browne            | Décision unanime                          | UFC on Fox: Werdum vs. Browne       | 19 avril 2014     | 5     | 5:00  | Orlando, Floride, États-Unis          | |
| Victoire      | 17-5-1    | Antônio Rodrigo Nogueira | Soumission (clé de bras)                  | UFC on Fuel TV: Nogueira vs. Werdum | 8 juin 2013       | 2     | 2:41  | Fortaleza, Brésil                     | |
| Victoire      | 16-5-1    | Mike Russow              | TKO (coups de poing)                      | UFC 147: Silva vs. Franklin II      | 23 juin 2012      | 1     | 2:28  | Belo Horizonte, Brésil                | |
| Victoire      | 15-5-1    | Roy Nelson               | Décision unanime                          | UFC 143: Diaz vs. Condit            | 4 février 2012    | 3     | 5:00  | Las Vegas, Nevada, États-Unis         | Combat de la soirée. |
| Défaite       | 14-5-1    | Alistair Overeem         | Décision unanime                          | Strikeforce: Overeem vs. Werdum     | 18 juin 2011      | 3     | 5:00  | Dallas, Texas, États-Unis             | Quart de finale du Strikeforce Heavyweight Grand Prix.                                                                      |
| Victoire      | 14-4-1    | Fedor Emelianenko        | Soumission (clé de bras dans le triangle) | Strikeforce: Fedor vs. Werdum       | 26 juin 2010      | 1     | 1:09  | San José, Californie, États-Unis      | |
| Victoire      | 13-4-1    | Antônio Silva            | Décision unanime                          | Strikeforce: Fedor vs. Rogers       | 7 novembre 2009   | 3     | 5:00  | Hoffman Estates, Illinois, États-Unis | |
| Victoire      | 12-4-1    | Mike Kyle                | Soumission (étranglement en triangle)     | Strikeforce: Carano vs. Cyborg      | 15 août 2009      | 1     | 1:24  | San José, Californie, États-Unis      | |
| Défaite       | 11-4-1    | Júnior dos Santos        | KO (coup de poing)                        | UFC 90: Silva vs. Côté              | 25 octobre 2008   | 1     | 1:20  | Rosement, Illinois, États-Unis        | |
| Victoire      | 11-3-1    | Brandon Vera             | TKO (coups de poing)                      | UFC 85: Bedlam                      | 7 juin 2008       | 1     | 4:40  | Londres, Angleterre                   | |
| Victoire      | 10-3-1    | Gabriel Gonzaga          | TKO (coups de poing)                      | UFC 80: Rapid Fire                  | 19 janvier 2008   | 2     | 4:34  | Newcastle, Angleterre                 | |
| Défaite       | 9-3-1     | Andrei Arlovski          | Décision unanime                          | UFC 70: Nations Collide             | 23 avril 2007     | 3     | 5:00  | Manchester, Angleterre                | |
| Victoire      | 9-2-1     | Aleksander Emelianenko   | Soumission (étranglement bras-tête)       | 2H2H Pride & Honor                  | 12 novembre 2006  | 1     | 3:24  | Rotterdam, Pays-Bas                   | |
| Défaite       | 8-2-1     | Antônio Rodrigo Nogueira | Décision unanime                          | Pride Critical Countdown Absolute   | 1er juillet 2006  | 3     | 5:00  | Saitama, Japon                        | Quart de finale du Pride Openweight Grand Prix 2006.                                                                        |
| Victoire      | 8-1-1     | Alistair Overeem         | Soumission (kimura)                       | Pride Total Elimination Absolute    | 5 mai 2006        | 2     | 3:46  | Osaka, Japon                          | Premier tour du Pride Openweight Grand Prix 2006.                                                                           |
| Victoire      | 7-1-1     | Jon Olaf Einemo          | Décision unanime                          | Pride 31: Dreamers                  | 26 février 2006   | 3     | 5:00  | Saitama, Japon                        | |
| Défaite       | 6-1-1     | Sergei Kharitonov        | Décision partagée                         | Pride 30: Fully Loaded              | 23 octobre 2005   | 3     | 5:00  | Saitama, Japon                        | |
| Victoire      | 6-0-1     | Roman Zentsov            | Soumission (clé de bras dans le triangle) | Pride Final Conflict 2005           | 28 août 2005      | 1     | 6:01  | Saitama, Japon                        | |
| Victoire      | 5-0-1     | Tom Erikson              | Soumission (étranglement arrière)         | Pride 29: Fists of Fire             | 20 février 2005   | 1     | 5:11  | Saitama, Japon                        | |
| Victoire      | 4-0-1     | Ebenezer Fontes Braga    | KO (coup de poing)                        | Jungle Fight 2                      | 15 mai 2004       | 2     | 1:28  | Manaus, Brésil                        | |
| Victoire      | 3-0-1     | Gabriel Gonzaga          | TKO (coups de poing)                      | Jungle Fight 1                      | 13 septembre 2003 | 3     | 2:11  | Manaus, Brésil                        | |
| Victoire      | 2-0-1     | Christophe Midoux        | Soumission (étranglement en triangle)     | World Absolute Fight 2              | 22 mars 2003      | 1     | 4:11  | Marrakech, Maroc                      | |
| Égalité       | 1-0-1     | James Zikic              | Égalité                                   | Millennium Brawl                    | 22 septembre 2002 | 3     | 5:00  | High Wycombe, Angleterre              | Un point de pénalité est déduit à Werdum pour coup de pied non autorisé.                                                    |
| Victoire      | 1-0       | Tengiz Tedoradze         | Soumission (étranglement en triangle)     | Millennium Brawl                    | 16 juin 2002      | 1     | 2:50  | High Wycombe, Angleterre              | |